# Турига Франка
Турига Франка (на португалски: Touriga Franca) (известен като Турига Франческа допреди 2002 г.) е червен винен сорт грозде, с произход долината на река Дуро, в Португалия. Освен в Португалия (7440 ха), сортови насаждения има още в САЩ и Австралия.
Синоними: Albino de Souza, Esgana Cao, Rifete, Touriga Francesa, Touriga Francesca, Rifete, Tinta da Barca, Touriga, Tourigo Francês.
Предпочита по топлите райони. Добивът от една лоза е около 1,5 кг.
В Португалия Турига Франка съставлява важна част от купажа за червените вина "Порто" произвеждани в долината на река Дуро, заедно със сортовете Тинта Рориз, Тинта Као, Турига Насионал и Тинта Барока. Турига Франка придава екзотичен характер на купажа с изразените си аромати на роза и черница.